# George Hotel and Pilgrims’ Inn

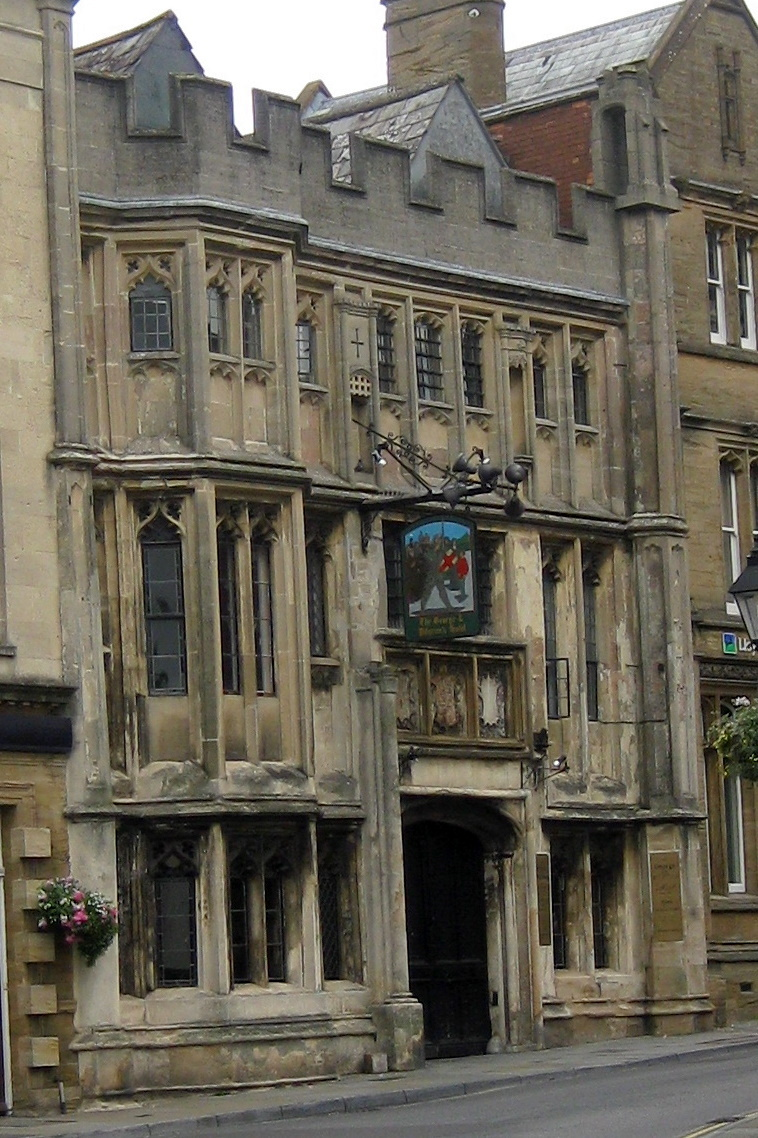
Fassade zur High Street

Das George Hotel and Pilgrims’ Inn ist ein um 1470 erbautes Gasthaus im englischen Glastonbury. Es diente zunächst als Unterkunft für die Gäste der nahegelegenen Glastonbury Abbey. Bauherr war John Selwood – der damalige Abt des Klosters. Bis heute wird das Gebäude immer noch als Hotel und Gaststätte genutzt.
Von besonderer kunsthistorischer Bedeutung ist die Fassade zur High Street. Sie ist, obwohl von der Grundanlage her noch spätgotisch, doch schon mit Anklängen an die aufkommende Renaissance gearbeitet. Zeugnis dessen sind zum einen die stark rechtwinklige Gliederung der Fassadenelemente und zum zweiten die ausgeprägt horizontale Betonung, vor allem der Gesimse. Das mittlere der drei Wappenfelder über dem Portal zeigt das Wappen König Edwards IV.
Das Hotel verfügt über 15 Zimmer, von denen 8 noch im historischen Teil des Gebäudes liegen.
1933 fand die Gaststätte Eingang in das Hauptwerk des walisischen Schriftstellers John Cowper Powys Glastonbury Romance. Seit 1950 steht es unter der höchsten Stufe (Grade I) des englischen Denkmalschutzes. 